# تتنك (دشتابي الشرقي)
تتنك (بالفارسية: تتنک) هي قرية تقع في إيران في قسم دشتابي الشرقي الريفي. يقدر عدد سكانها بـ 99 نسمة .